# St. Enders Kapel
St. Enders Kapel og kirkegård lå ved Grønningen og Mærsk Vase i Øster Oksby ved Blåvand. Det er en firkantet formet banke, der hæver sig cirka  2 m over  terrænet, og  måler ca. 60 x 70 m , tæt ved Havnegrøftens start, og er fra middelalderen, dateret mellem 1067 – 1535. Det antages at kirken blev beskadiget ved stormfloden i 1362 (Den Store Manddrukning) og helt ødelagt ved stormfloden i 1634 (Anden store manddrukning). Kapellet blev indtil midten af 1800 tallet benyttet til begravelse af omkomne søfolk. 
Et sagn fortæller om Irske St. Enders munke, der allerede før år 750,  før Ansgar, startede med at forkynde kristendommen i Vestjylland fra deres lille kirke. 
Hvert år, afholdes Store Bededag en pilgrimsvandring der starter ved resterne af St. Enders Kapel ved Øster Oksby, og slutter ved Sankt Jacobi Kirke i Varde.  

## Ekstern henvisning
1. ↑  I 1983 (Fund og Fortidsminder)
2. 1 2  St. Enders Vandring Arkiveret 29. juli 2018 hos  Wayback Machine Lokalhistorisk Værksted, Varde Provsti.

- Fund og Fortidsminder
- St. Enders Vandring Arkiveret 13. januar 2022 hos  Wayback Machine

|  | Denne artikel om en bygning eller et bygningsværk kan blive bedre, hvis der indsættes et (bedre) billede. Du kan hjælpe ved at afsøge Wikimedia Commons for et passende billede eller lægge et op på Wikimedia Commons med en af de tilladte licenser og indsætte det i artiklen. |

55°32′49.6″N 8°8′43.43″Ø / 55.547111°N 8.1453972°Ø